# Falcon 1
Il Falcon 1 è un veicolo di lancio orbitale progettato e fabbricato da SpaceX tra il 2008 e il 2009. Il 28 settembre 2008, durante il suo quarto lancio di prova, è diventato il primo razzo a raggiungere con successo l'orbita terrestre bassa finanziato completamente da privati.
È un razzo orbitale a due stadi che usa come carburante ossigeno liquido e RP-1 per entrambi gli stadi. Il primo è spinto da un unico motore di classe Merlin ed il secondo da un unico razzo di classe Kestrel.
Il veicolo è stato lanciato per cinque volte, riuscendo a raggiungere l'orbita durante il quarto tentativo nel settembre 2008, con della zavorra al posto del carico utile. Il 14 luglio 2009 il Falcon 1 eseguì l'ultimo volo portando in orbita il satellite malese RazakSAT, durante il primo lancio commerciale di SpaceX. Dopo il quinto lancio è stato sostituito dal Falcon 9.
Era stata annunciata una versione migliorata, il Falcon 1e, ma lo sviluppo di questa missione fu cancellato in favore del Falcon 9. In particolare, nel maggio 2012 la SpaceX dichiarò di voler trasferire sui Falcon 9 i carichi che avrebbero dovuto volare sui Falcon 1, utilizzando il loro spazio di carico secondario.

## Progetto

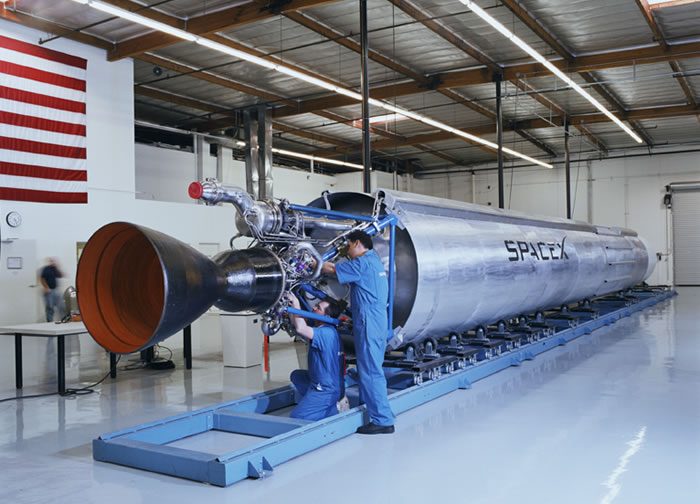
Vista del primo stadio e del suo propulsore Merlin.

Secondo SpaceX, il Falcon 1 è stato disegnato per ridurre al minimo i costi di lancio in orbita di satelliti, aumentare il rendimento e migliorare le condizioni di volo e il tempo di lancio. È anche destinato a verificare i componenti e i concetti di progettazione strutturale che verranno riutilizzati per Falcon 9.
Durante il lancio, il motore del primo stadio (Merlin) viene acceso a piena potenza, mentre il lanciatore viene controllato e tutti i sistemi verificati dal computer di bordo. Se i sistemi stanno operando correttamente, il razzo viene liberato e lascia la torre di lancio in circa 7 secondi. Il motore del primo stadio esaurisce il carburante in poco meno di 3 minuti, dopo la separazione tra gli stadi viene effettuata contemporaneamente con bulloni esplosivi e in maniera pneumatica. Il motore Kestrel del secondo stadio rimane acceso per 6 minuti, portando il carico in orbita bassa, una volta completato l'inserimento orbitale il motore può essere acceso più volte per portare il carico utile nell'orbita desiderata.

### Primo Stadio
Il primo stadio è costruito con una lega di alluminio saldato con il metodo FSW. Presenta una comune paratia che separa il serbatoio dell'ossigeno liquido da quello del cherosene, inoltre funge da stabilizzatore di pressione durante il volo. Può essere trasportato con sicurezza senza pressurizzazioni (come succede per il più pesante Delta II) ma guadagna maggiore robustezza quando viene pressurizzato per il volo (come per l'Atlas II, che però non poteva essere trasportato non pressurizzato). 
Il progetto risultante ha il più alto rapporto potenza-peso di tutti gli odierni primi stadi.

### Secondo stadio
I serbatoi del secondo stadio vengono costruiti con una lega di alluminio-litio in grado di sopportare temperature criogeniche. Il sistema di pressurizzazione ad elio si occupa di pompare il propellente al motore e fornire gas ai razzi di manovra, e viene usato quando si è a gravità zero per accumulare il carburante sul fondo del serbatoio prima di riaccendere il motore.
Il motore Kestrel è dotato di un dissipatore di calore al titanio per trasferire il calore in eccesso all'elio, aumentandone notevolmente il rendimento. I serbatoi a pressione, costruiti dalla Arde corporation, sono gli stessi usati nel razzo vettore Delta IV e sono formati da uno strato in lega Inconel ricoperto di materiale composito.

### Riutilizzabilità
Era stato pianificato di recuperare il primo stadio per mezzo di un paracadute per un eventuale riutilizzo, ma questa possibilità non è mai stata dimostrata. Al contrario non sono mai stati fatti piani per il riutilizzo del secondo stadio.

## Operazioni
Al lancio, il motore del primo stadio è acceso e portato alla spinta massima mentre il razzo è ancora ancorato alla piattaforma in modo da verificare che non ci siano problemi prima del lancio effettivo. Se tutti i dati sono nella norma il razzo è rilasciato dalla rampa e lascia la torre di lancio in sette secondi. Il primo stadio rimane acceso per due minuti e 49 secondi. La separazione degli stadi è ottenuta sia per mezzo di un sistema pneumatico sia con bulloni esplosivi.
Il secondo stadio rimane acceso per circa sei minuti, inserendo il carico in orbita bassa. Il motore Kestrel del secondo stadio può essere acceso più volte.

## Finanziamenti privati
Il Falcon 1 è stato sviluppato con finanziamenti privati. L'unico altro veicolo per il lancio orbitale interamente finanziato da privati è il Pegasus, lanciato per la prima volta nel 1990; tuttavia, quest'ultimo richiede un grande aereo come primo stadio.
Il Falcon 1 è anche il primo razzo orbitale parzialmente riutilizzabile ad essere sviluppato senza fondi pubblici. Mentre lo sviluppo del Falcon 1 è stato finanziato da privati, i primi due lanci furono acquistati dal Dipartimento della Difesa degli Stati Uniti durante un programma per valutare nuovi veicoli da lancio da impiegare per conto della DARPA.

### Listino prezzi
SpaceX è uno dei pochi operatori per sistemi di lancio che comunicano i prezzi di lancio al pubblico. È stato pubblicizzato che costruire un Falcon 1 sarebbe costato 5,9 milioni di dollari nel 2005 (7.3 al netto dell'inflazione nel 2012). Dal 2006 al 2007 il prezzo stimato per un razzo operativo è stato di 6,7 milioni di dollari. Alla fine del 2009 SpaceX annunciò che la versione 1 e 1e del lanciatore sarebbero costate rispettivamente 7 e 8.5 milioni di dollari, con piccoli sconti in caso di lanci multipli. Nel 2012 è stato annunciato che i carichi che avrebbero dovuto volare con il Falcon 1 saranno lanciati come carichi secondari di Falcon 9.

## Lanci
| Lancio n° | Data e ora (GMT)                              | Carico      | Acquirente | Risultato | Note |
| --------- | --------------------------------------------- | ----------- | ---------- | --------- | --- |
| 1         | 24 marzo 2006, 22:30 (25 marzo, 09:30 locali) | FalconSAT-2 | DARPA      | Fallito   | Malfunzionamento del motore 25 secondi dopo il lancio Perdita del veicolo |
| 2         | 21 marzo 2007, 01:10 (13:10 locali)           | DemoSat     | DARPA      | Parziale  | Accensione del primo stadio completata con successo e passaggio al secondo stadio, altitudine massima di 289 km Oscillazione armonica 5 minuti dopo la partenza Spegnimento prematuro del motore 7 minuti e 30 secondi dopo la partenza Orbita non raggiunta Primo stadio non recuperato Definito un «successo parziale» dal momento che sono stati raccolti abbastanza dati per i voli operativi |
| 3         | 3 agosto 2008, 03:34 (15:34 locali)           | Trailblazer | ORS        | Fallito   | Una spinta residua del primo stadio ha portato quest'ultimo a collidere con il secondo stadio |
| 3         | 3 agosto 2008, 03:34 (15:34 locali)           | PRESat      | NASA       | Fallito   | Una spinta residua del primo stadio ha portato quest'ultimo a collidere con il secondo stadio |
| 3         | 3 agosto 2008, 03:34 (15:34 locali)           | NanoSail-D  | NASA       | Fallito   | Una spinta residua del primo stadio ha portato quest'ultimo a collidere con il secondo stadio |
| 3         | 3 agosto 2008, 03:34 (15:34 locali)           | Explorers   | Celestis   | Fallito   | Una spinta residua del primo stadio ha portato quest'ultimo a collidere con il secondo stadio |
| 4         | 28 settembre 2008, 23:15 (11:15 locali)       | RatSat      | SpaceX     | Riuscito  | Programmato inizialmente per il 23-25 settembre, trasporta un carico fittizio, un simulatore di massa di 165 kg (originariamente doveva essere il RazakSAT). |
| 5         | 14 luglio 2009 03:35                          | RazakSAT    | ATSB       | Riuscito  | Ultimo volo del Falcon 1, coronato dal successo. |

### Siti di lancio
Tutti i lanci sono stati effettuati dall'atollo di Kwajalein, sfruttando la struttura di lancio di SpaceX sull'isola di Omelek e le infrastrutture messe a disposizione dal vicino Reagan Test Site. Tutti i lanci futuri del Falcon 1 già pubblicati sul manifesto di lancio di SpaceX sono previsti nel medesimo sito.
Altri siti proposti per il lancio di Falcon 1 sono stati:
- Vandenberg Air Force Base, complesso di lancio 3, piattaforma 3W, ma scartata per via di problemi di coordinamento dei lanci dalla piattaforme adiacenti.
- Cape Canaveral Air Force Station, complesso di lancio 40.[28] Opzione mai realizzata per via dell'abbandono del lanciatore.[29]

### Primo lancio

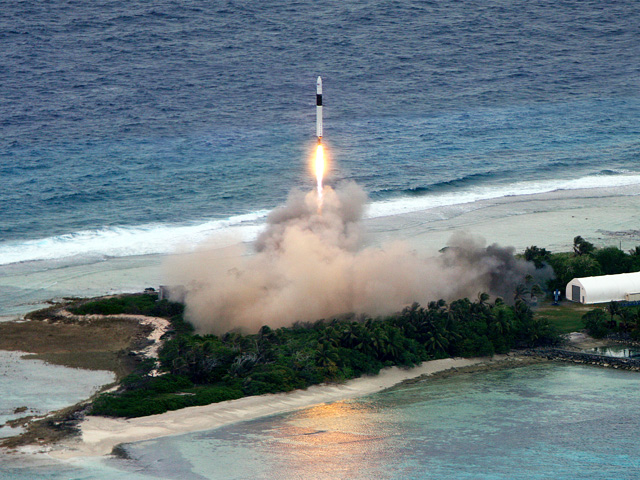
Foto del quinto lancio del Falcon 1 sull'isola di Omelek

Il volo inaugurale del Falcon 1 fu effettuato il 24 marzo 2006 alle 22:30 UTC (9:30 ora locale). Fallì dopo appena un minuto di volo a causa di una perdita in un condotto di carburante ed al conseguente incendio. Il lancio fu eseguito nella base di lancio della SpaceX sull'isola di Omelek, nelle Isole Marshall.
Il lancio fu rinviato diverse volte a causa di vari inconvenienti tecnici. Problemi di pianificazione, a causa del lancio nella base aerea di Vandenberg del missile Titan IV, causarono ulteriori ritardi e lo spostamento del sito al Reagan Test Site nell'atollo di Kwajalein. Il primo volo, programmato per il 19 dicembre 2005, fu annullato quando una valvola difettosa causò una depressurizzazione nel serbatoio del carburante del primo stadio ed un conseguente danno strutturale. Dopo la sostituzione del primo stadio, il Falcon 1 poté essere lanciato. Il carico, trasportato per conto della DARPA, era un FalconSat-2 della United States Air Force Academy, il cui compito era di misurare i fenomeni che riguardavano il plasma nello spazio.
Il veicolo iniziò un movimento di rollio dopo il decollo, come si vede dai video, sussultando leggermente, e dopo 26 secondi dalla partenza andò rapidamente in picchiata. Quindici secondi dopo il razzo si schiantò su una scogliera deserta a circa 75 metri dalla zona di lancio. Il carico si separò dal vettore e atterrò sull'isola, con danni, secondo i rapporti, che andavano da leggero a significativo.
SpaceX inizialmente attribuì l'incendio a un dado avvitato male nel condotto del carburante. Una successiva analisi da parte della DARPA scoprì invece che il dado era avvitato correttamente, dal momento che il suo filo di bloccaggio era ancora a posto, ma si era rotto a causa della corrosione.
SpaceX implementò numerose modifiche al progetto del razzo ed al software, in modo da prevenire il verificarsi di nuovo di questi malfunzionamenti. Ciò comprese la sostituzione dei componenti meccanici in alluminio con altri in acciaio inossidabile (più economici ma meno leggeri) e controlli pre-lancio del computer trenta volte più numerosi rispetto a prima.

### Secondo lancio
Il secondo volo di prova fu originariamente previsto per il gennaio 2007, ma fu posticipato per problemi con il secondo stadio. Prima di questa data di lancio, SpaceX ne aveva programmate altre possibili, che andavano dal settembre del 2006 a novembre e a dicembre. A dicembre il lancio fu spostato inizialmente al 9 marzo, ma poi ulteriormente posticipato per problemi di disponibilità del sito, a causa del volo di prova del Minuteman III che sarebbe dovuto rientrare su Kjawalein. Il lancio, previsto il 19 marzo alle 23:00 GMT, ebbe un ritardo di 45 minuti, per poi essere annullato un minuto e due secondi prima delle 23:45 per un problema al ripetitore dati, dato il computer di sicurezza aveva erroneamente scambiato per un errore di trasmissione un ritardo hardware di alcuni millisecondi nel processo. Il tentativo del 20 marzo, programmato per le 23:00 GMT, fu ritardato di 65 minuti per un problema di comunicazioni fra uno dei dispositivi sperimentali NASA presenti nel carico ed il sistema TDRS. Il successivo, il 21 marzo alle 00:05 GMT, fu annullato un secondo prima del lancio e dopo che uno dei motori era già stato acceso. Si decise comunque di eseguire un altro lancio lo stesso giorno.
Il razzo fu lanciato con successo alle 01:10 GMT del 21 marzo 2007, trasportando un DemoSat per conto della DARPA e della NASA. Tutto andò bene durante il funzionamento del primo stadio, ma durante la separazione di questo, l'anello interstadio all'estremità superiore andò a collidere con il cono di scarico del motore del secondo stadio. La collisione avvenne non appena l'ugello del secondo stadio uscì fuori dall'interstadio, con il primo stadio che ruotava molto più velocemente del previsto (una velocità angolare effettiva di 2,5 gradi al secondo contro una prevista di non più di 0,5 gradi al secondo), entrando così in contatto con l'ugello di niobio del secondo stadio. Elon Musk riferì che la collisione non sembrava aver causato danni, la ragione per cui si era scelto un rivestimento di niobio anziché uno di carbonio-carbonio rinforzato era proprio quella di prevenire danni problematici in tali incidenti. Subito dopo l'accensione del secondo stadio fu sganciato un modulo di stabilizzazione dal cono del motore, come previsto dalla progettazione. Circa 4 minuti e 20 secondi dopo la partenza, il razzo iniziò un'oscillazione conica circolare che crebbe in ampiezza finché non si perse il segnale video. A 5 minuti e un secondo il veicolo iniziò a rollare e si perse la telemetria.
Secondo Elon Musk, il motore del secondo stadio si spense 7 minuti e 15 secondi dopo il lancio per un problema al controllo di rollio. L'ondeggiamento del propellente nel serbatoio di ossigeno liquido aveva aumentato le oscillazioni, che normalmente si sarebbero dovute smorzare per mezzo del controllo di spinta direzionale del secondo stadio; la collisione con il secondo ugello durante la separazione, però, causò una sovracompensazione delle correzioni.
Il secondo stadio si spense un minuto prima del previsto, ma riuscì a rilasciare comunque il modulo di simulazione della massa del satellite. Nonostante la trasmissione video fosse terminata prematuramente, SpaceX riuscì comunque a recuperare la telemetria dell'intero volo. La sorte del primo stadio è sconosciuta, in quanto non è stato recuperato per problemi con un dispositivo di rilevamento GPS difettoso. Il razzo arrivò ad un'altitudine finale di 289 km e ad una velocità finale di 5,1 km/s, contro i 7,5 km/s necessari a raggiungere l'orbita.
SpaceX considerò il volo di prova come un successo, avendo provato l'efficacia in volo del 95% dei sistemi del Falcon 1. Gli obiettivi primari da raggiungere erano testare procedure di lancio reattive e raccogliere dati. Secondo Musk, il team SpaceX decise che esperti di terze parti controllassero la diagnosi e le soluzioni. Egli credeva che il fenomeno dell'ondeggiamento potesse essere corretto aggiungendo dei diaframmi al serbatoio dell'ossigeno liquido del secondo stadio e regolando la logica di controllo. Inoltre, il problema transiente di spegnimento del motore Merlin poteva essere affrontato iniziando la procedura di spegnimento ad un livello di spinta più basso, a prezzo di qualche rischio per la riusabilità del motore. Il team SpaceX volle lavorare sul problema per evitare che si ripetesse passando alla fase operativa del Falcon 1.

### Terzo lancio
SpaceX provò il terzo lancio del Falcon 1 il 3 agosto 2008 da Kwajalein. Il carico era un satellite Trailblazer (Jumpstart-1) dell'USAF, i nanosatelliti NanoSail-D e PREsat e un carico di ceneri per la sepoltura spaziale per conto della Celestis. Il razzo non raggiunse l'orbita, ma comunque il primo stadio, con il nuovo motore Merlin 1C, funzionò correttamente.
Durante la preparazione, un tentativo di lancio iniziale subì un ritardo a causa dell'inaspettata lentezza nel caricamento dell'elio sul Falcon 1. Così facendo si esposero il carburante e l'ossidante a temperature criogeniche, portando prematuramente il veicolo in condizioni di lancio. Essendo ancora all'interno delle finestra di lancio stabilita, il tentativo venne ripetuto, ma annullato di nuovo circa mezzo secondo prima del decollo per letture errate dei sensori. Il problema venne poi risolto ed il lancio nuovamente ripetuto. Con venticinque minuti ancora disponibili nella finestra di lancio, il Falcon 1 decollò dall'isola di Omelek alle 03:35 UTC. Durante il lancio, erano visibili piccole oscillazioni di rollio.
La separazione degli stadi avvenne come previsto, ma il carburante residuo nel nuovo motore Merlin 1C, evaporando e fornendo una spinta transitoria, portò il primo stadio a collidere con il secondo, compromettendo l'esito della missione.
Il rapporto di missione sul terzo lancio indicò che il quarto avrebbe avuto luogo come previsto e che il fallimento appena avvenuto non aveva comunque reso necessario alcun aggiornamento tecnologico. Fu dichiarato che un intervallo di tempo più lungo tra lo spegnimento del motore e la separazione del primo stadio sarebbe stato sufficiente. Il video completo del terzo lancio venne pubblicato da SpaceX alcune settimane dopo.

### Quarto lancio
Il Falcon 1 effettuò il quarto lancio il 28 settembre 2008 alle 23:15 GMT dall'isola di Omelek. Fu la prima missione del Falcon 1 ad avere successo, oltre ad essere la prima di un razzo vettore a propellente liquido finanziato da privati.
Dopo il fallimento dei tre lanci precedenti, il razzo questa volta trasportava una replica non funzionante di un satellite, detta Ratsat, del peso di 165 kg, usata per simulare la massa di quello reale e che rimase imbullonata al secondo stadio del razzo dopo aver raggiunto l'orbita terrestre bassa. Ha la forma di un prisma esagonale lungo 1,5 m. Elon Musk stima che il Ratsat rimarrà in orbita per un periodo che va da cinque a dieci anni, prima di rientrare nell'atmosfera incenerendosi.
Non ci furono sostanziali modifiche rispetto al volo precedente, a parte l'aumento dell'intervallo di tempo fra lo spegnimento del motore del primo stadio e la separazione del secondo (necessario per evitare la collisione dei due stadi), e si seguì la stessa traiettoria. Benché SpaceX intendesse recuperare tutti i primi stadi dei veicoli Falcon 1, fu dichiarato che non era stato possibile farlo in questa occasione.

#### Preparazione
Quando venne annunciato il quarto lancio, nell'agosto del 2008, subito dopo il fallimento del terzo, si pensò di effettuarlo a settembre. Il razzo usato per il volo di test era quello originariamente costruito per lanciare il satellite RazakSAT. Tale test era stato programmato perché la ATSB aveva richiesto che un lancio fosse effettuato con successo prima di poter inviare nello spazio il RazakSat.
La tabella di marcia lasciava ben poco spazio per prove e modifiche. Il razzo venne inviato alle strutture di prova della SpaceX dove fu certificato per il lancio in meno di 24 ore. Venne noleggiato un C-17 dell'USAF per trasportare, il 3-4 settembre, entrambi gli stadi del razzo a 9700 km di distanza nell'atollo di Kwajalein. Le prove di accensione vennero completate con successo il 20 settembre. I preparativi del lancio il 23 settembre richiesero al personale a terra la sostituzione di parte delle tubature che fornivano ossigeno liquido al motore del secondo stadio. Per tali motivi il lancio stesso fu posticipato il 28 settembre.

#### Lancio
Il razzo venne lanciato alle 23:15 GMT del 28 settembre, 15 minuti dopo l'inizio di una finestra di lancio di cinque ore. Se fosse stato annullato, lo si sarebbe potuto ripetere nella stessa finestra fino al 1º ottobre. Nove minuti e 31 secondi dopo la partenza il motore del secondo stadio si spense e il veicolo raggiunse l'orbita. L'orbita iniziale risultò essere circa 330×650 km. Dopo un intervallo di tempo di assestamento, il secondo stadio si riaccese senza problemi, portando il carico nell'orbita finale di 621×643 km con un'inclinazione di 9,35 gradi.

### Quinto lancio
SpaceX annunciò il completamento della costruzione del quinto Falcon 1 ed il suo trasporto al complesso di lancio dell'atollo di Kwajalein, da dove sarebbe stato lanciato il 21 aprile 2009 (il 20 aprile negli Stati Uniti). Meno di una settimana prima della data programmata per il lancio, un notiziario della Malaysia riferì che erano stati rilevati nel razzo livelli pericolosi di vibrazioni e che, si supponeva, le riparazioni dovessero durare sei settimane. Il 20 aprile SpaceX annunciò in una conferenza stampa che il lancio era stato posticipato per una possibile incompatibilità fra il satellite RazakSAT ed il Falcon 1. Un motivo di preoccupazione era il potenziale effetto delle condizioni all'interno del vettore sul satellite.
Il 1º giugno, SpaceX annunciò che la finestra di lancio successiva si sarebbe aperta il 13 luglio e sarebbe durata fino al 14 luglio, con apertura giornaliera alle 21:00 UTC (ore 9:00 locali). Il lancio del 13 luglio ebbe successo, portando il RazakSAT nella sua orbita di parcheggio iniziale. Trentotto minuti dopo, il motore del secondo stadio del razzo si accese di nuovo per circolarizzare l'orbita. Infine il carico fu dispiegato con successo.

## Confronto tra le versioni
| Versioni                      | Merlin A (2006-2007)    | Merlin C (2007-2009)    |
| ----------------------------- | ----------------------- | ----------------------- |
| Primo stadio                  | 1 × Merlin 1A           | 1 × Merlin 1C           |
| Secondo stadio                | 1 × Kestrel             | 1 × Kestrel             |
| Altezza                       | 21,3 m                  | 22,25 m                 |
| Diametro                      | 1,7 m                   | 1,7 m                   |
| Potenza alla partenza         | 318 kN                  | 343 kN                  |
| Peso alla partenza            | 27,2 t                  | 33,23 t                 |
| Diametro interno dello scafo  | 1,5 m                   | 1,5 m                   |
| Carico utile (LEO)            | 570 kg (di meno in SSO) | 450 kg (di meno in SSO) |
| Prezzo per lancio             | 6,7 milioni di $        | 7,0 milioni di $        |
| Prezzo per kg di carico (LEO) | 11.754 $                | 15.556 $                |
| Lanci riusciti                | 0 su 2                  | 2 su 3                  |